# Antinoe purpureus
Antinoe purpureus är en ringmaskart som beskrevs av Knox 1960. Antinoe purpureus ingår i släktet Antinoe och familjen Polynoidae.
Artens utbredningsområde är havet kring Nya Zeeland. Inga underarter finns listade i Catalogue of Life.